# Dreams Worth More Than Money
Dreams Worth More Than Money – drugi studyjny album amerykańskiego rapera Meeka Milla, którego premiera odbyła się 29 czerwca 2015 roku. Wydawnictwo ukazało się nakładem wytwórni Maybach Music Group, Dream Chasers Records oraz Atlantic Records.
Album zadebiutował na szczycie amerykańskiej listy przebojów Billboard 200 ze sprzedażą 214 752 egzemplarzy w pierwszym tygodniu.

## Lista utworów
| Nr  | Tytuł utworu                                         | Producent                                              | Długość |
| --- | ---------------------------------------------------- | ------------------------------------------------------ | ------- |
| 1.  | „Lord Knows”                                         | Play Picasso, Tory Lanez                               | 5:18    |
| 2.  | „Classic” (gości. Swizz Beatz)                       | Mr. Bangladesh                                         | 2:47    |
| 3.  | „Jump Out the Face” (gości. Future)                  | Metro Boomin, Southside                                | 2:41    |
| 4.  | „All Eyes on You” (gości. Nicki Minaj & Chris Brown) | Delicata, Morris, The Monarch, Kevin Cossom, DJ Khaled | 3:43    |
| 5.  | „The Trillest”                                       | Stoopid On Da Beat                                     | 4:35    |
| 6.  | „R.I.C.O.” (gości. Drake)                            | Vinylz                                                 | 3:17    |
| 7.  | „I Got the Juice”                                    | Cardo & YeX                                            | 2:55    |
| 8.  | „Ambitionz”                                          | Boi-1da                                                | 3:57    |
| 9.  | „Pullin' Up” (gości. The Weeknd)                     | Ben Billion$, Danny Boy Styles, Illangelo              | 4:29    |
| 10. | „Check”                                              | Metro Boomin, FIE G, Southside                         | 3:14    |
| 11. | „Been That” (gości. Rick Ross)                       | Ultra$ound                                             | 3:01    |
| 12. | „Bad for You” (gości. Nicki Minaj)                   |                                                        | 3:23    |
| 13. | „Stand Up”                                           | Danja                                                  | 4:04    |
| 14. | „Cold Hearted” (gości. Puff Daddy)                   | OZ                                                     | 6:55    |
|     |                                                      |                                                        | 54:19   |

| Edycja limitowana Best Buy (dodatkowe utwory) | Edycja limitowana Best Buy (dodatkowe utwory) | Edycja limitowana Best Buy (dodatkowe utwory) | Edycja limitowana Best Buy (dodatkowe utwory) |
| Nr                                            | Tytuł utworu                                  | Producent                                     | Długość                                       |
| --------------------------------------------- | --------------------------------------------- | --------------------------------------------- | --------------------------------------------- |
| 1.                                            | „My Niggas” (gości. August Alsina)            | The MeKanics, Remedy                          | 3:39                                          |
| 2.                                            | „Main” (gości. Jeremih)                       | Jahlil Beats                                  | 3:06                                          |
| 3.                                            | „Monster”                                     | Ben Billion$                                  |                                               |